# Rossi di Parma
La famiglia de' Rossi fu un antico casato nobiliare originario di Parma, distintosi nel Rinascimento come una delle più eminenti e influenti realtà aristocratiche dell’Emilia occidentale. Le prime attestazioni documentarie risalgono al XII secolo, con la figura di Orlando, detto "del Rosso", da cui deriverebbe l’adozione del cognome "de' Rossi".
Lo storico Bonaventura Angeli individua nel padre di Orlando un certo Sigifredo, figlio di Bernardo, e ricostruisce retroattivamente l’albero genealogico della famiglia fino a un Guido, che – secondo quanto afferma l’Angeli – avrebbe militato sotto Ottone I di Sassonia. Tuttavia, tale ipotesi non trova conferma né in Pompeo Litta Biumi, che indica in Orlando il capostipite della stirpe, né negli scritti di Federico Rossi, figlio di Pier Maria III, il quale, negli "Elogia" dedicati agli antenati, definisce Orlando come «certissimus prolis caput», ovvero il sicuro capostipite della discendenza.
Nel corso dei secoli, numerosi membri della famiglia ricoprirono incarichi di rilievo nelle istituzioni civili, militari ed ecclesiastiche: furono podestà, vicari imperiali, condottieri di fama, letterati, vescovi, cardinali.
Già dal XIV secolo i Rossi furono inclusi nel patriziato veneto, segno del loro prestigio anche al di fuori dell’ambito regionale. A partire dal XVII secolo, alcuni esponenti del ramo marchionale furono elevati al rango di Grandi di Spagna, uno dei più alti titoli della nobiltà iberica, a conferma dell’estensione sovranazionale del loro peso politico e del riconoscimento ottenuto presso le principali corti europee.

## Storia

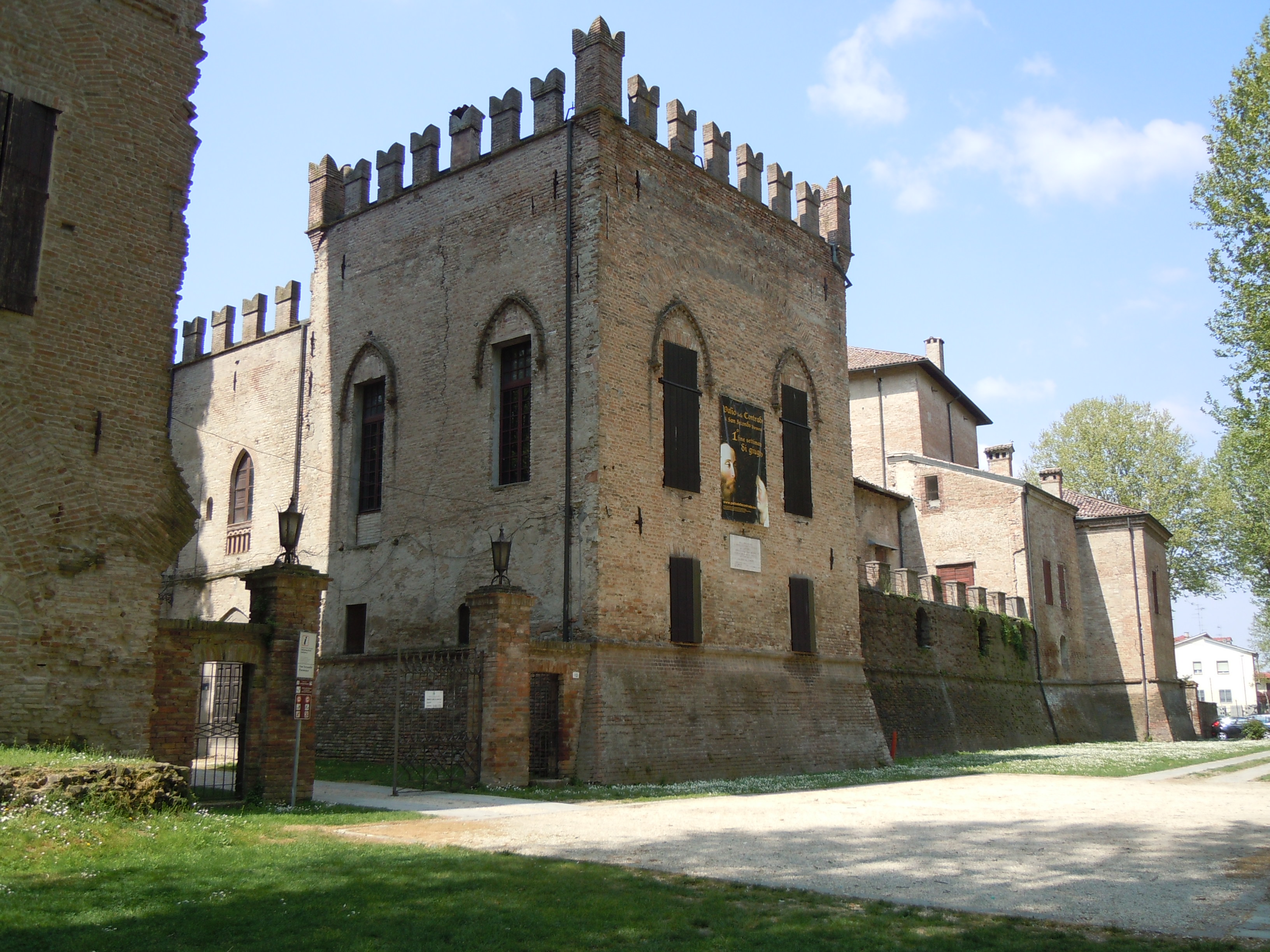
San Secondo Parmense, Rocca dei Rossi, residenza principale della famiglia dal XV secolo.

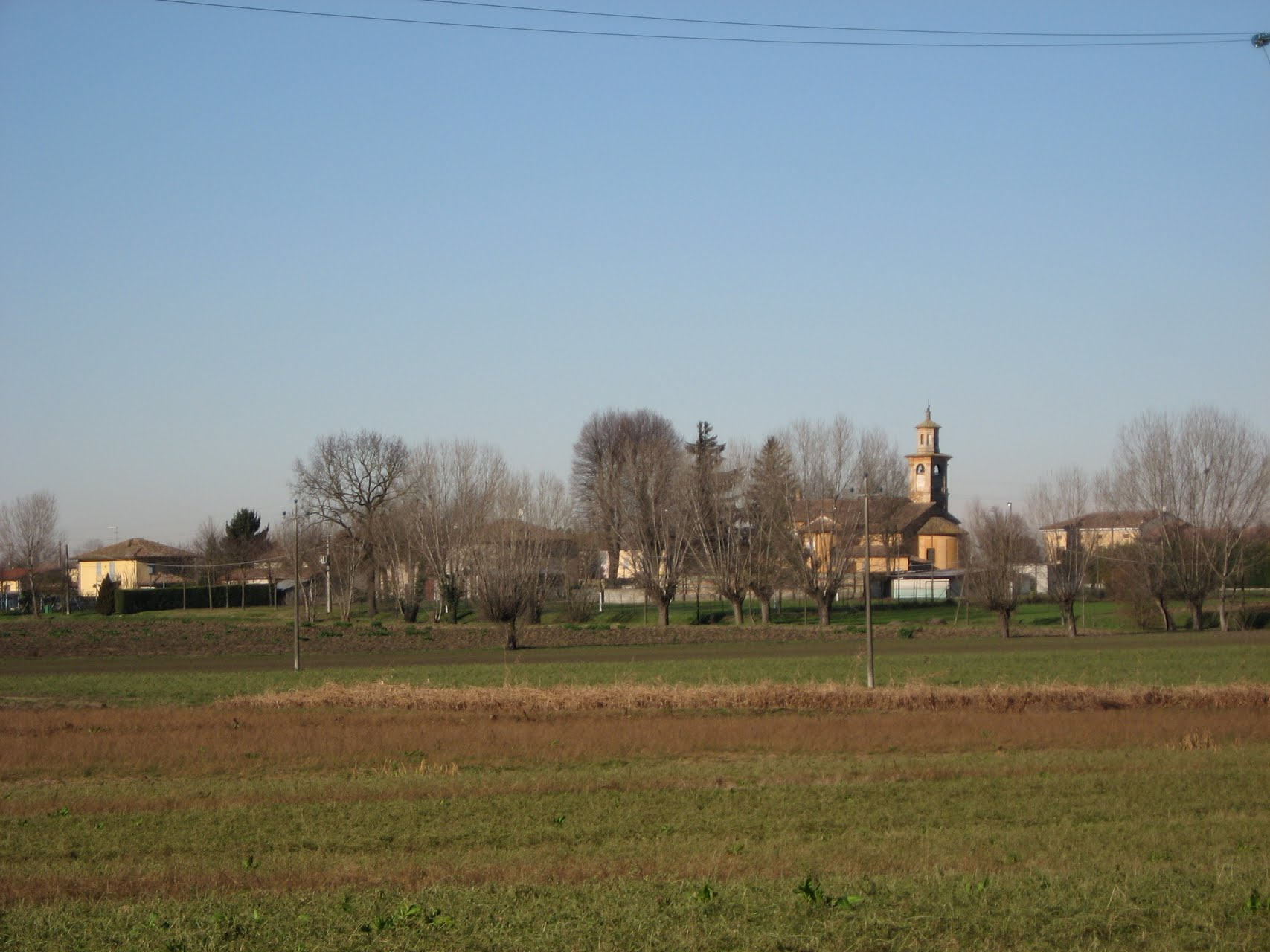
Castell'Aicardi di San Secondo, in primo piano il Taro morto sulle cui rive era costruito un castrum medioevale (qui sono attestati i primi beni dei Rossi, nel 1146).

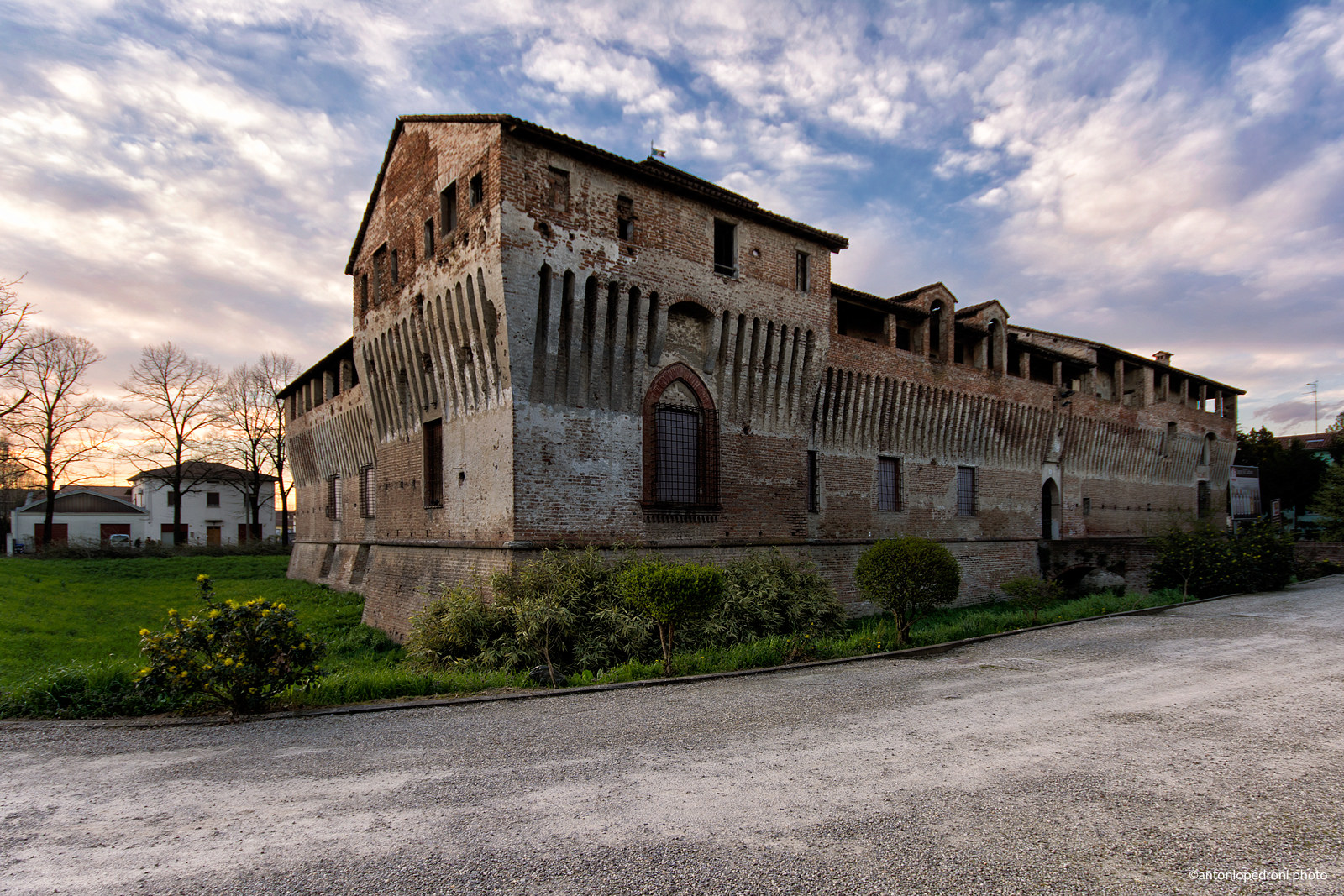
Roccabianca: Rocca dei Rossi.

Fin dall'origine, i Rossi detenevano numerose proprietà sparse nel territorio di Parma; i nipoti di Orlando Rosso, Bernardo e Sigifredo, nel 1164 ricevettero in restituzione la signoria della quarta parte di San Secondo Parmense, già in loro possesso per aver vinto una causa contro i Canonici del Capitolo della Cattedrale di Parma che la detenevano abusivamente, essendo proprietari solo dei rimanenti tre quarti.
I discendenti ne mantennero il possesso, infatti nel 1210 Orlando e Ugo Rossi dettero terre in feudo in San Secondo; nel 1230 Bernardo di Rolando Rossi, cognato di papa Innocenzo IV, vi aveva delle proprietà; nel 1315 i Rossi avevano già un castello a San Secondo (poi San Secondo Parmense) diverso dall'attuale Rocca dei Rossi e a Segalara.
Marsilio, Rolando e Pietro Rossi ebbero signoria a vario titolo e per tempi diversi di Parma, Reggio, Cremona, Modena, Lucca, Pontremoli tra il 1322 e il 1336. Pietro (Maria) I Rossi ebbe la signoria di Parma con Ottobuono de' Terzi (1404-1405), ebbe inoltre la conferma della signoria di Pontremoli nel 1413.
Nel 1365 Ugolino de' Rossi, vescovo di Parma, favorì la cessione delle terre di San Secondo, appartenenti al Capitolo della Cattedrale di Parma, ai suoi nipoti Bertrando e Giacomo de' Rossi; quest'ultimo divenne il primo conte di San Secondo, dando origine alla dinastia rossiana su San Secondo, che divenne uno dei centri dello stato rossiano.
Dapprima nominati conti di San Secondo, dopo la perdita dei loro feudi in seguito alla Guerra dei Rossi, tornarono in possesso di San Secondo e ne vennero nominati marchesi dal re Luigi XII di Francia, agli inizi del XVI secolo, con Troilo I. La famiglia subì quindi una confisca dei beni da parte dei Farnese nel 1634, Scipione I riuscì a rientrare in possesso dei feudi nel 1654 con gravi oneri finanziari, tanto che fu costretto a cedere tutte le rocche dell'appennino alla Camera Ducale nel 1666. Ai Rossi quindi restava solo il feudo di San Secondo nel parmense mentre tutti i loro beni erano ormai in territorio lombardo, compreso il palazzo di Farfengo.

## I rami della famiglia

### Ramo principale: Rossi di Parma - Rossi di San Secondo
Le origini della famiglia vengono dunque fatte risalire ad Orlando de' Rossi vissuto fra l'XI e il XII secolo, mentre l'ultimo rappresentante Guido de' Rossi, morì nel 1825, più di sette secoli dopo. Il ramo principale si estinse già nel XIII secolo infatti il nipote di Ugolino, di nome anch'egli Ugolino, ebbe solo due figlie femmine che però andarono in spose ai lontani cugini Bertrando e Rolando pronipoti di Guglielmo. fratello di Ugolino, in tal modo si considera la discendenza di Guglielmo come quella legittima del ramo principale. I Rossi di Parma da Giovanni in poi divennero i Rossi di San Secondo, dal nome del paese dove avevano instaurato il centro di potere del loro feudo, ma che con discrete probabilità era anche uno dei loro potenziali luoghi di origine visto che i primi beni attestati dei Rossi sono nel territorio di San Secondo. 

### Rami cadetti
La famiglia ebbe vari rami cadetti che però si estinsero prima del ramo principale:
- Rossi di Perugia, linea nata da Stefano Rossi figlio di Ugolino - estinti in Umbria nel 1794 con Gaspero.[8]
- Rossi di Napoli, linea nata da Giulio Cesare  e dal figlio Ercole. Furono duchi di Serre prima e duchi di Casal di Principe. L'ultimo duca di Casal di Principe, Giuseppe Rossi, morì nel 1779[8]
- Rossi di Ravenna (discendenti Andrea figlio di Bertrando figlio minore di Giacomo) - nel ramo non furono presenti uomini d'arme ma letterati, storici e religiosi il ramo si estinse nel 1797 con la morte del religioso Giacomo.[8]
- Rossi di Mantova, linea nata dal figlio di Giulio Cesare Ferrante, che sposò Polissena Gonzaga, figlia di Carlo Gonzaga di Bozzolo - nel ramo sono presenti uomini soprattutto d'arme, l'ultimo rappresentante fu Ferrante, omonimo del capostipite, che morì 1679[8]
- Rossi di Corniglio, linea nata da Filippo Maria, figlio di Guido ed erede legittimo dei beni di Pietro Maria, tuttavia dei vari possedimenti reclamati riuscì a recuperare la sola Corniglio. Ramo estinto con la morte di Filippo Maria, omonimo del capostipite nel 1604[8].

## Genealogia

### Linea dinastica dell'epoca comunale

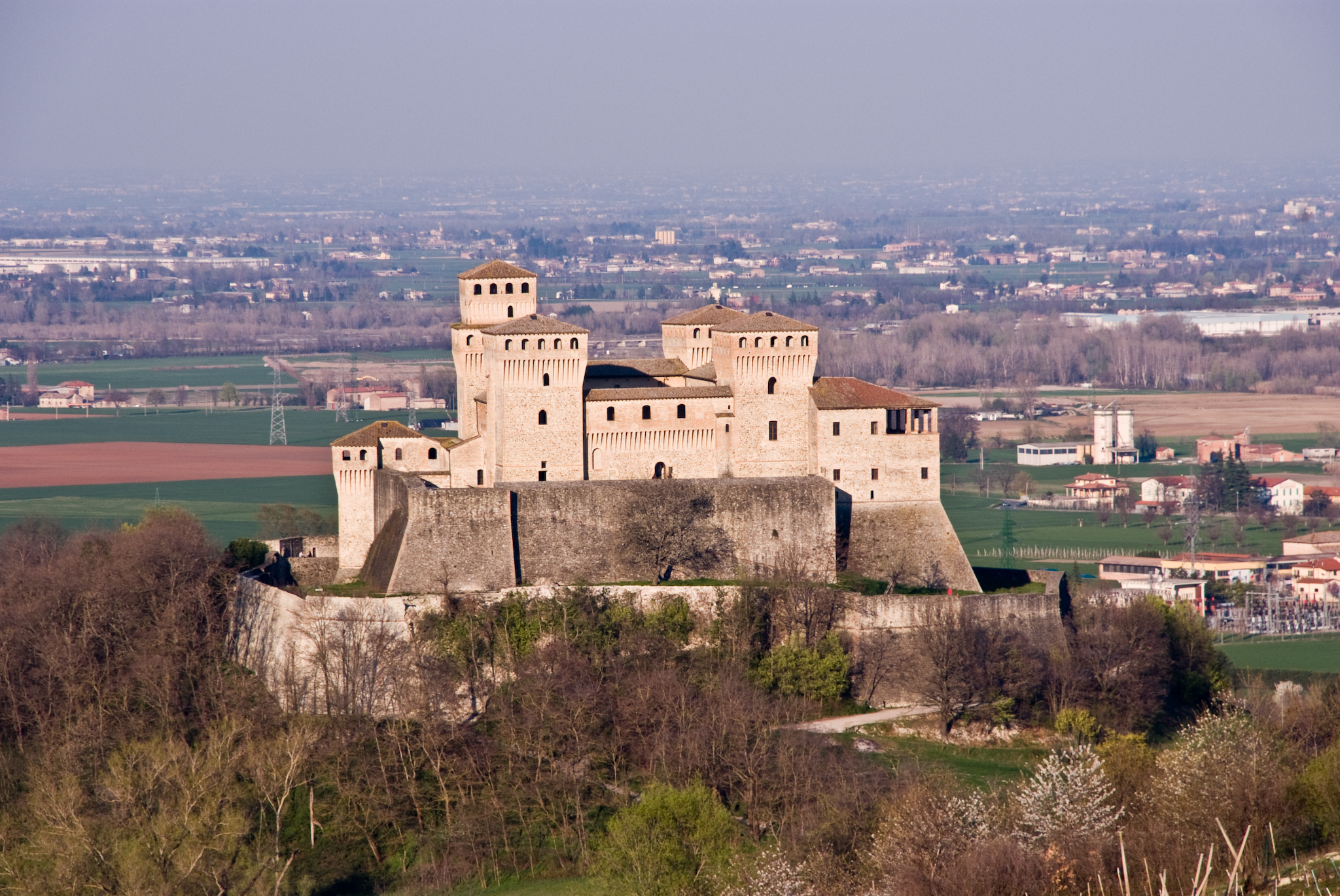
Il castello di Torrechiara, voluto da Pier Maria II de' Rossi.

- Orlando del Rosso (fine dell'XI secolo - post 1167)[8];
- Orlando Rossi (XII secolo)[8];
- Bernardo Rossi (XII secolo), acquistò un quarto della corte di San Secondo nel 1164[8];
- Orlando Rossi (ante 1170 - post 1212), podestà di Parma, Modena e Cremona[8];
- Bernardo Rossi (fine del XII secolo - 1248), podestà di Modena, Siena, Reggio e Asti, sposò Maddalena Fieschi sorella di papa Innocenzo IV[8];
- Giacomo Rossi (ante 1240 - post 1297), podestà di varie città fra cui Pistoia, Milano, Firenze, Perugia e Orvieto[8];
- Ugolino de' Rossi (1255 circa - post 1307), podestà di varie città, la linea dinastica principale si estinse con il nipote Ugolino, le cui figlie sposarono i pronipoti di Guglielmo Rossi (fratello di Ugolino)
- Guglielmo Rossi (1252 - 1340), podestà di varie città fra cui Milano e Lucca[8];
- Rolando Rossi (1287 - 1345)[8].
- Bertrando Rossi seniore (  - 1345)

### Conti di San Secondo e Berceto
- Giacomo Rossi, (inizio del XIII secolo - 1370)[9][10] (la linea dinastica non seguì il figlio Rolando che morì nel 1389 senza figli ma il nipote Bertrando);
- Bertrando Rossi (Bertrando juniore), (1336 - 1396)[8] nipote di Rolando e figlio di Betrando seniore, fratello di Giacomo, morto a Ravenna nel 1356[7];
- Pier Maria I de' Rossi (il Magnifico) (1374 - 1438)[11];
- Pier Maria II de' Rossi (Padre della Patria) (1413 - 1482)[8]; nel testamento del 1464 emendato nel 1480 divide lo stato rossiano fra i figli Guido e Betrando
- Guido de' Rossi (1482 - 1483),[4] solo conte di San Secondo, difensore dei domini dopo la morte del padre durante la guerra dei Rossi, perse i territori nel 1483;
- Bertrando de' Rossi (1429 - 1502) solo conte di Berceto e delle rocche appenniniche secondo il testamento di Pier Maria II de' Rossi.
- Giovanni de' Rossi (il Diseredato) (1431 - 1502), capostipite del ramo dei Rossi di San Secondo, linea dinastica principale[8].

### Marchesi di San Secondo

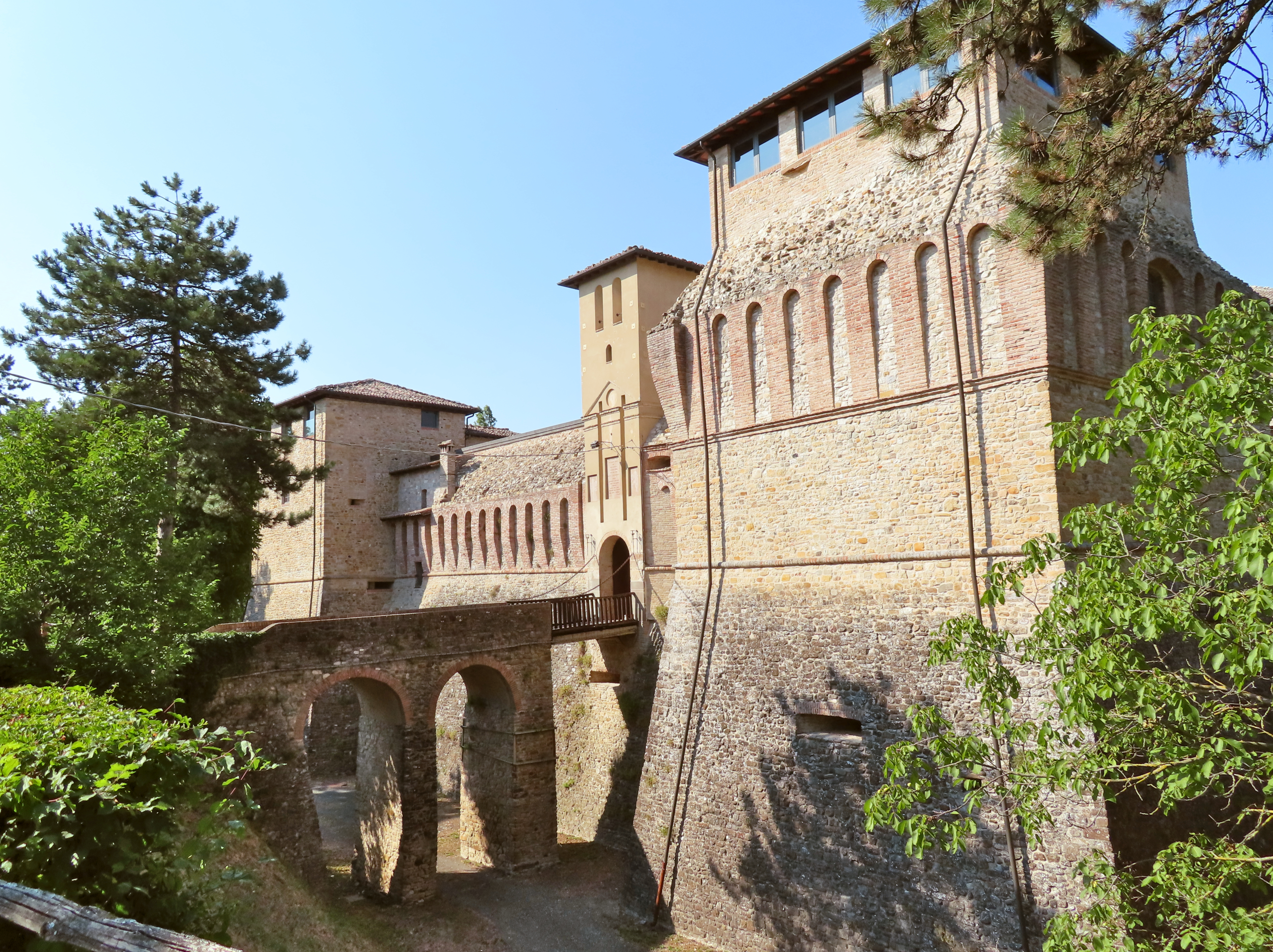
Castello di Felino: una delle principali residenze dei Rossi sino al 1483

- Troilo I de' Rossi (1462 - 1521)[8]; eredita dallo zio Bertrando, morto senza figli, le rocche appenniniche.
- Pier Maria III de' Rossi (il giovane) (1504 - 1547)[8];
- Troilo II de' Rossi, 1525-1591[8];
- Giambattista detto Troilo III Rossi (1574 - 1593)[8];
- Federico I de' Rossi, 1580-1632[8]
- Troilo IV Rossi (1601 - 1635)[8];
- Pier Maria IV Rossi (1620 - 1653)[8];
- Scipione I Rossi (1628 - 1715)[8];
- Federico II Rossi (1660 - 1754)[8];
- Pier Maria V Rossi (1689 - 1754)[8];
- Scipione II Rossi (1715 - 1802)[8] (morto senza eredi, il machesato passò al cugino Giovan Girolamo;
- Giovan Girolamo (di Troilo) Rossi (1735 - 1817), figlio di Troilo fratello di Pietro Maria V e zio di Scipione II[8];
- Guido Rossi (1740 - 1825), fratello ed erede di Giovan Girolamo, Ciambellano della duchessa Maria Luigia; morì senza discendenti, facendo estinguere la casata[7].

## Altri membri illustri
- Ugolino de' Rossi (1300- 1377), vescovo;
- Marsilio de' Rossi (1287 - 1337) condottiero;
- Pietro de' Rossi (1301-1337), condottiero;
- Giacomo de' Rossi (1363 - 1418), vescovo;
- Bernardo Rossi (1432 - 1468), vescovo;
- Bernardo de' Rossi (1468 - 1527), vescovo;
- Filippo Maria de' Rossi (1465 - 1529), condottiero;
- Giovan Girolamo de' Rossi (1505 - 1564), vescovo;
- Angela de' Rossi (1506 - 1573), moglie prima di Vitello, poi di Alessandro Vitelli;
- Giulio Cesare de' Rossi (1519 - 1554), capostipite dei Rossi di Caiazzo;
- Sigismondo de' Rossi (1524 - 1580) condottiero;
- Ippolito de' Rossi (1532 - 1591), cardinale;
- Ferrante de' Rossi (1545 - 1618), condottiero;
- Orlando Carlo de' Rossi (XVI secolo), militare e governatore del Monferrato;
- Ippolito de' Rossi (1691 - 1776), vescovo di Camerino.

## Arma
Blasone: D'azzurro, al leone d'argento.
In Armoriale, Rossi è attestato come cognome di nobile famiglia anche presso Venezia, Torino e Alessandria, Toscana e Catania: